# Berg (Baix Rin)
 Berg (en alsacià Bärich) és un municipi francès, situat a la regió del Gran Est, al departament del Baix Rin. L'any 1999 tenia 405 habitants.
Forma part del cantó d'Ingwiller, del districte de Saverne i de la Comunitat de comunes de l'Alsace Bossue.

## Demografia
| 1962 | 1968 | 1975 | 1982 | 1990 | 1999 |
| ---- | ---- | ---- | ---- | ---- | ---- |
| 369  | 411  | 410  | 436  | 428  | 405  |

## Administració
| Període | Identitat      | Partit |
| ------- | -------------- | ------ |
| 2001-   | Manfred Keiser |        |